# Corotos.com.do
Corotos.com.do, comúnmente conocido como Corotos, es un destacado sitio web de anuncios clasificados de la República Dominicana. Fundada en 2011 por Schibsted Classified Media, una división del grupo noruego Schibsted, y luego en el 2020 fue adquirida por un grupo de inversionistas locales. Este portal brinda a los usuarios publicar anuncios de forma gratuita para comprar, vender o intercambiar tanto artículos nuevos como de segunda mano, además de ofrecer servicios profesionales. Corotos se ha consolidado como uno de los sitios web de anuncios clasificados más populares del país y ha alcanzado el estatus de portal número uno de clasificados en línea. Con una amplia variedad de categorías que abarcan desde vehículos e inmuebles hasta hogar, electrónica, empleo, servicios, animales, ocio, y deportes, Corotos se ha convertido en un recurso fundamental para los dominicanos en la búsqueda y venta de productos y servicios.

## Descripción
Corotos.com.do es un sitio de anuncios clasificados en línea dedicado primordialmente a la compraventa de artículos de segunda mano. Sin embargo, también es posible comprar y vender artículos nuevos así como publicar anuncios relacionados con servicios profesionales. La página ofrece a sus usuarios la oportunidad de publicar de forma gratuita y está diseñada para satisfacer las necesidades tanto de particulares como de comercios. En la actualidad, Corotos clasifica sus anuncios en diez categorías principales, que abarcan una amplia variedad de productos y servicios:
- Vehículos
- Bienes Raíces
- Hogar
- Moda y Belleza
- Bebes y Niños
- Electrónica
- Deportes y Entretenimiento
- Empleo
- Negocios y Servicios
- Otros

Con esta diversidad de categorías, Corotos se ha convertido en un recurso esencial para los dominicanos que buscan adquirir o vender una amplia gama de productos y servicios, consolidando su posición como uno de los principales portales de anuncios clasificados en el país.

## Historia
La historia que dio lugar a Corotos.com.do inicia en Suecia en 1996 cuando Henrik Nordström crea el sitio de anuncios Blocket en la ciudad de Fjälkinge al sur del país. El sitio se expande a nivel nacional convirtiéndose en el 2010 en el mercado de compraventa en línea más grande del país. Tomando como punto de partida dicha experiencia, el grupo Schibsted (propietario de Blocket desde el 2003) crea varios sitios de anuncios clasificados en todo el mundo. En el año 2011 Schibsted Classified Media crea Corotos.com.do con el propósito de servir al público de la República Dominicana.
En el 2016, Corotos se convirtió en el portal número 1 de Clasificados en línea de la República Dominicana, recibiendo 7,400 visitas por hora y 1,209,860 usuarios únicos por mes.
En el 2017, Corotos y el Departamento de Investigaciones y Crímenes de Alta Tecnología (DICAT) de la Policía Nacional firmaron un convenio para incrementar su eficiencia en la prevención, reducción y persecución de las estafas en los intercambios comerciales a través del Internet.
En el 2020, Schibsted decide salir de la República Dominicana y vende Corotos.com.do a un grupo de inversionistas locales. 
En el 2021, Corotos presentó una nueva versión de su portal web, la cual incluye nuevos filtros de búsqueda y más detalles visibles de los anuncios en páginas principales.
En el 2022, Corotos renovó su catálogo de soluciones de ventas, introduciendo un servicio de suscripción llamado “Planes”, brindando más beneficios y funcionalidades para todos los negocios, vendedores y emprendedores que utilizan la plataforma.

## Soluciones
Los usuarios que quieran publicar en Corotos lo pueden hacer de manera gratuita, siempre y cuando se mantengan bajo el límite de anuncios permitidos. Aquellos usuarios que quieran publicar de manera ilimitada, pueden hacerlo adquiriendo algún Plan de publicación. Corotos también ofrece soluciones adicionales para que los vendedores puedan maximizar sus ventas: algunas de las soluciones ofrecidas por Corotos:
- Cuenta Verificada: Proceso de validación de datos en que la persona o empresa dueña de la cuenta provee información personal y datos biométricos, para brindar mayor seguridad al momento de realizar una transacción.[6]
- Planes para Vendedores: servicio de suscripción con el cual los usuarios de plataforma pueden publicar ilimitadamente y acceder a otros beneficios como Cuenta Verificada incluida, presencia en secciones destacadas, etc. Los Planes para Vendedores tienen 3 modalidades: Básico, Pro y Prémium.
- Boost: Producto que ayuda a mejorar el posicionamiento de tu anuncio y que aplica para todos los anuncios sin importar la categoría.

Estas soluciones pueden ser adquiridas por Corotos Plus, plus.corotos.com.do, que es el portal en línea ofrecido por Corotos.